# يوغاناندا بيتمان
يوغاناندا دي بيتمان هي ضابطة إنفاذ قانون أمريكية، وهي القائمة بأعمال رئيس شرطة كابيتول الولايات المتحدة. اختيرت بيتمان للمنصب في 11 يناير 2021، بعد اقتحام كابيتول الولايات المتحدة عام 2021، واستقالة ستيفن سوند.

## التعليم
حصلت بيتمان على درجة بكالوريوس العلوم في علم النفس من جامعة ولاية مورغان عام 1999. وحصلت على درجة الماجيستير في الإدارة العامة من جامعة ويست تشيستر في بنسلفانيا.

## الحياة المهنية
انضمت إلى شرطة الكابيتول في عام 2001. في عام 2012 كانت بيتمان من ضمن أول مشرفات سوداوات البشرة يتم ترقيتهن إلى رتبة قائد مُنتخب في شرطة الكابيتول. في ذلك الوقت كانت مسئولة عن أكثر من 400 ضابط وكوظف مدني. في العام التالي، كانت مسئولة عن التخطيط الأمني لحفل التنصيب الثاني للرئيس باراك أوباما. خلال فترة عملها تم تعيين بيتمان في قسم مجلس الشيوخ الأمريكي وعملت مؤخرًا كمساعد رئيس الشرطة لعمليات الحماية والاستخبارات. بيتمان هي أول امرأة وأول أمريكية أفريقية تعمل كرئيسة لقوة شرطة كابيتول الولايات المتحدة، وهو المنصب الذي قبلته بعد استقالة ستيف سوند.
في عام 2020 حصلت بيتمان على جائزة المرأة المتميزة في مجال إنفاذ القانون الفيدرالي. في 15 فبراير 2021 صوَت اتحاد شرطة كابيتول الولايات المتحدة بنسبة 92% ضد يوغاناندا بيتمان في تصويت بحجب الثقة عن قيادتها.